# Bubblegum Crisis Tokyo 2040
Bubblegum Crisis Tokyo 2040 (バブルガムクライシス TOKYO 2040?), es un reboot de la serie Bubblegum Crisis, con temas similares, pero con personajes actualizados y nuevas historias. La compañía Anime International Company obtuvo los derechos de la serie cuando Artmic se disolvió en noviembre de 1997. Aunque la serie original de Bubblegum Crisis no tuvo ventas sólidas en Japón, tuvo buen recibimiento en el mercado de Estados Unidos en los años 90, siendo uno de los primeros trabajos de anime en ser subtitulado.
Anime International Company y Japan Victor Company produjeron la nueva serie titulada Bubblegum Crisis Tokyo 2040, que constó de 24 episodios emitidos por TV Tokyo desde el 8 de diciembre de 1998 al 31 de marzo de 1999, mientras que los episodios 25 y 26 fueron lanzados en formato OVA. Hubo roces y conflictos personales entre el elenco de AIC y dos personas clave de la serie original, la actriz y cantante Oomori Kinuko y el diseñador Ken'ichi Sonoda; quienes se negaron a participar.
La serie fue adquirida por Locomotion, que tuvo los derechos de transmisión con exclusividad por un año, y se transmitió en América Latina desde septiembre del año 2000, con doblaje en español realizado en México bajo supervisión del canal Xystus, que se encargó de distribuirla en la región. El canal I.Sat comenzó a transmitirla en marzo del año 2004; también fue emitida por otros canales de diferentes países de América Latina.

## Personajes principales
- Sylia Stingray: Una enigmática multimillonaria, líder y fundadora de las Knight Sabers. Sylia está detrás de los Boomers para descubrir su secreto. Es hija del Dr. Katsuhito Stingray (quien inventó a los Boomers), es muy inteligente y es la diseñadora de los trajes (Hard Suit) de las Knight Sabers. Ve a los Boomers con abominación desde que mataron a su madre. Ama a Nigel Kirland, un mecánico que fue ingeniero del Proyecto Boomer, y le ayuda a construir y reparar los Hard Suit. Es una mujer extremadamente sensual, de muy excelente físico, gusta de vestir siempre atractiva y elegante, en ocasiones le gusta hacerle bromas de doble sentido a las demás chicas. Es la dueña de la boutique Silky Doll (muñeca de seda), el cual sirve como cuartel general de las Knight Sabers.

- Nene Romanova: Es una joven y alegre hacker, trabaja como despachadora de la Policía A.D y también es miembro de las Knight Sabers. Nene no pelea mucho, se concentra en los sensores y en las comunicaciones, lo que puede encontrar el punto débil de los Boomers. Le gusta molestar a Leon debido a que le gusta andar a la moda (en ocasiones, para molestarlo lo llama "Leoncito"), pero Leon la tolera ya que le hace favores. Le gustan las golosinas y la comida chatarra y va formando una relación cercana con Mackey, el hermano menor de Sylia, aunque en un principio no lo ve bien, se irá enamorando de él; tiene una relación de amistad muy cercana con Linna.

- Linna Yamazaki: es una chica del campo que vino a Megatokyo con el objetivo de convertirse en una Knight Saber después de que leyó sobre ellas en Internet. Trabaja como oficinista para la Hugh Geit Corporation, donde, debido a su bella figura es acosada sexualmente por sus jefes constantemente. Es muy positiva, amigable, extrovertida con grandes ideales y sueños para ayudar a la gente, como una super heroína. Forma una relación cercana con Nene. Si Sylia es el cerebro y Priss la fuerza, entonces Linna podría ser el alma y corazón del equipo. En la secundaria ella fue competidora estrella y buena atleta.

- Priscilla Sonada Asagiri: Es callada y provee a las Knight Sabers la fuerza en combates cuerpo a cuerpo. Es muy parecida a la Priss de la serie de OVA: es vocalista de su propia banda de Rock, vive en los barrios bajos de la ciudad en una casa rodante, y con gran afición a las motocicletas, los integrante de su banda son: Maxon, Jade y Fox. Al principio de la serie es desinteresada, pero conforme avanza la serie se enamora de Leon McNichol. Se desconocen los motivos de su unión con las Knight Sabers. Su odio hacia los miembros de la Policía A.D. son explicados en la última parte de la serie. Priss es una mujer que no tiene modales ni delicadeza. Un estereotipo de mujer fría sin sentimientos. El resto del equipo no habla su particular vocabulario, se muestra agresiva y decisiva en su estilo de combate. Rara vez se la ve junto a las demás Knight Sabers y desaprovecha cada oportunidad de estar cerca de ellas. Aunque les ayuda a hacer ejercicios, prefiere mantenerse alejada y protege su privacidad.

- León McNichol: Policía de la A.D., es frustrado, de mal temperamento pero dedicado, con tendencia a actuar sin pensar. Trabaja a su manera, no toma en serio la vigilancia de las Knight Sabers. Al principio tiene roces con Priss debido a que él es policía. Conforme la serie avanza el descubre que Priss es una Knight Saber. La relación entre Priss y León crece a medida que avanza la serie.

- Daley Wong: Oficinista de la Policía A.D. Es compañero de León, investigador de alto nivel. Es un «homosexual de armario», en contraste con los OVA, donde es abiertamente homosexual.

- Brian J. Mason: Ejecutivo de Genom. Un tiburón corporativo, se convierte en un homicida y cree que la raza humana debe desaparecer de la Tierra y entregarla a los Boomers. Trabajó en el proyecto junto con el padre de Sylia y Nigel Kirkland.

- Quincy Rosencroitz: Presidente de Genom. Quiere que los humanos y Boomers convivan en paz y en armonía, sospecha de Mason. Es muy confiado y tiene la habilidad de controlar y mantener a Mason. Su cuerpo está decayendo, pero tiene miedo de los implantes, tubos y cables que lo ayudarían a mantenerlo con vida.

- Mackey Stingray: hermano menor de Sylia, un joven ingenuo, curioso y torpe que ama las máquina y las computadoras. Forma una cercana relación con Nene.

- Nigel Kirkland: ingeniero retirado que ahora trabaja como mecánico. Trabajó en el Proyecto Boomer junto al padre de Sylia y Brian J. Mason. Tiempo después ayudaría a Sylia a diseñar y construir los Hard Suits, a los cuales da mantenimietno en su taller. Ama a Sylia, es quieto y reservado (conocido como el hombre de los cien gruñidos) y no expresa sus sentimientos. Mackey se convierte en su protegido y es a uno de los pocos que le puede llamar amigo.

- Henderson: El mayordomo de Sylia, es un viejo bondadoso que teme por la seguridad de Sylia y se rehúsa a dejarla cuando los tiempos se complican.

- Nick Roland: El jefe de la Policía A.D., es el jefe de Leon y Daley. Tiene la tendencia de gritarle a León cuando las cosas no salen bien. Aunque ahora ya no es el joven que una vez fue, es de gran ayuda durante las crisis de los Boomers.

- Galatea: es el "Proyecto Secreto Boomer", creado por el padre de Sylia, su nombre verdadero es "Sotai". Primero aparece como una versión joven de Sylia, pero luego se vuelve malvada. Su cabello se torna negro y aparece con la misma edad de Sylia. Tiene muchos paralelos con la mitología de Galatea y Pigmalión.

## Episodios
Cada uno de los episodios llevan nombres de canciones de bandas de rock.
| # | Título               | Estreno |
| - | -------------------- | ------- |
| 1 | «Can't Buy a Thrill» |         |
| 2 | «Fragile»            |         |
| 3 | «Keep Me Hanging On» |         |
| 4 | «Machine Head»       |         |
| 5 | «Rough and Ready»    |         |
| 6 | «Get It On»          |         |
| 7 | «Look at Yourself»   |         |
| 8 | «Fire Ball»          |         |

## Nombres de los episodios
1. Can't Buy a Thrill (por Steely Dan)
2. Fragile (por Sting)
3. Keep Me Hanging On (por The Supremes)
4. Machine Head (por Deep Purple)
5. Rough and Ready (por Jeff Beck)
6. Get It On (por T. Rex)
7. Look at Yourself (por Uriah Heep)
8. Fire Ball (por Deep Purple)
9. My Nation Underground (por Julian Cope)
10. Woke Up With a Monster (por Cheap Trick)
11. Sheer Heart Attack (por Queen)
12. Made In Japan (por Deep Purple)
13. Atom Heart Mother (por Pink Floyd)
14. Shock Treatment (por The Ramones)
15. Minute By Minute (por The Doobie Brothers)
16. I Surrender (por Cheap Trick)
17. Moving Waves (por Focus)
18. We Built This City (por Jefferson Starship)
19. Are You Experienced? (por Jimi Hendrix)
20. One of These Nights (por The Eagles)
21. Close to The Edge (por Yes)
22. Physical Graffiti (por Led Zeppelin)
23. Hydra (por Toto)
24. Light My Fire (por The Doors)
25. Walking on the Moon (por The Police)
26. Still Alive & Well (por Johnny Winter)

## Doblaje
| Personaje      | Actor                       | Actor           | Actor             |
| Personaje      | Seiyū                       | Doblaje inglés  | Doblaje español   |
| -------------- | --------------------------- | --------------- | ----------------- |
| Syla Stingray  | Satsuki Yukino (雪野 五月?) | Laura Chapman   | Teresa Ibarrola   |
| Nene Ramanova  | Hiroko Konishi (?)          | Hilary Haag     | Mónica Villaseñor |
| Linna Yamazaki | Rio Natsuki (?)             | Kelly Manison   | Isabel Martiñón   |
| Priss Asagiri  | Yū Asakawa (浅川 悠?)       | Christine Auten | Rebeca Manríquez  |
| León McNichol  | Kiyoyuki Yanada (?)         | Jason Douglas   | Alan Bressant     |
| Daley Wong     | Yūji Ueda (うえだ ゆうじ?)  | Chris Patton    | Ismael Castro     |
| Brian J. Mason | Jōji Nakata (?)             | Andy McAvin     | Jorge Palafox     |

### Español
- Mackie Stingray: Eduardo Garza
- Nick: Sergio Gutiérrez Coto
- Misae: Love Santini
- Kain: Juan Alfonso Carralero
- Nigel: Marcos Patiño; Alejandro Ortega (resto)
- Galatea: Love Santini
- Galatea (niña): Liliana Sosa (debut)
- Quincy Rosencrand: José Luis Castañeda
- Kurata: Enrique Cervantes
- Boomer supervisora: Anabel Méndez
- Boomer cajera: Alma Wilhelme (cap. 1)
- Cliente de Sylia: Romy Mendoza (cap. 2)
- Sylia (niña): Gaby Ugarte (cap. 5)
- Madre de Sylia: Love Santini (cap. 5)
- Padre de Sylia: Paco Mauri (cap. 5)
- Madre de Linna: Loretta Santini (cap. 11)
- Masaki: Ricardo Tejedo (caps. 11, 12)
- Megu: Circe Luna (cap. 14)
- Jefe Miles: Guillermo Coria (cap. 14)
- Director Haruna: Roberto Mendiola
- Marioneta: Alejandra de la Rosa (cap. 17)
- Voz de moto esclava: Jesse Conde (cap. final)

- Narración: Rafael Rivera
- Dirección: Love Santini
- Estudio: Roman Sound

### Inglés
- Nigel Kirkland: John Gremillion
- Mackey Stingray: Spike Spencer
- Nick Roland: Rob Mungle